# Marienkirche (Maria Saal)

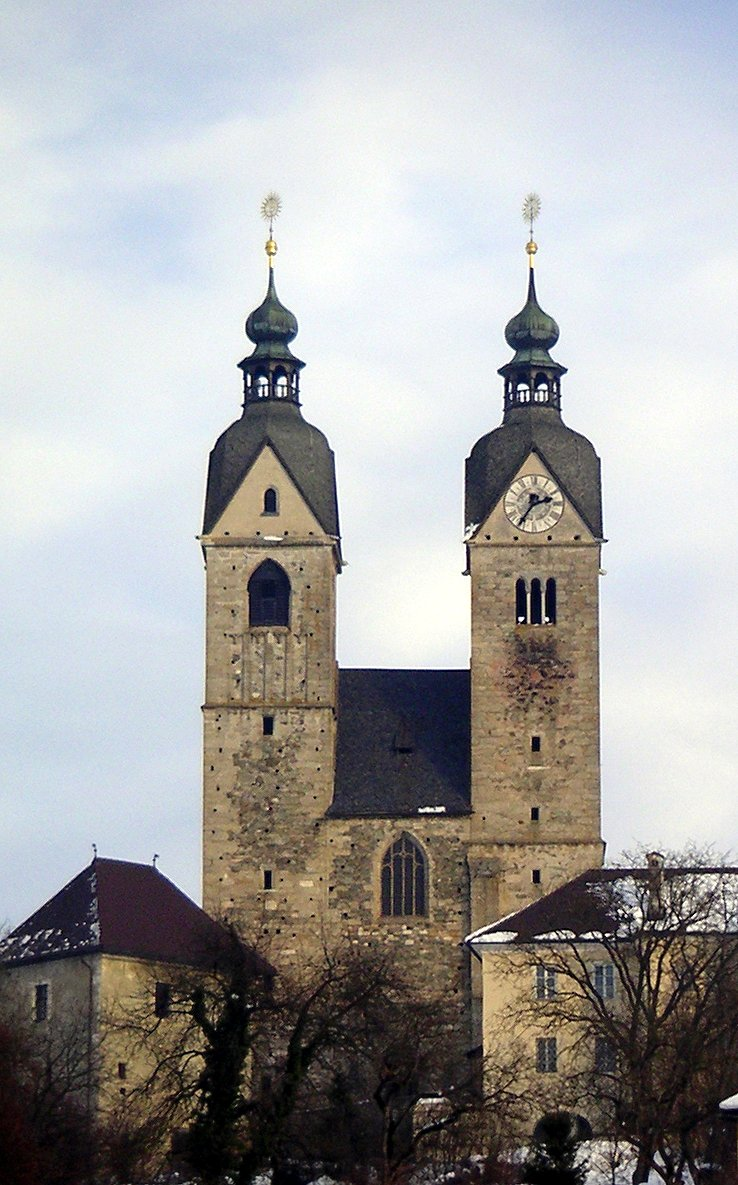
Frontansicht der Marienkirche

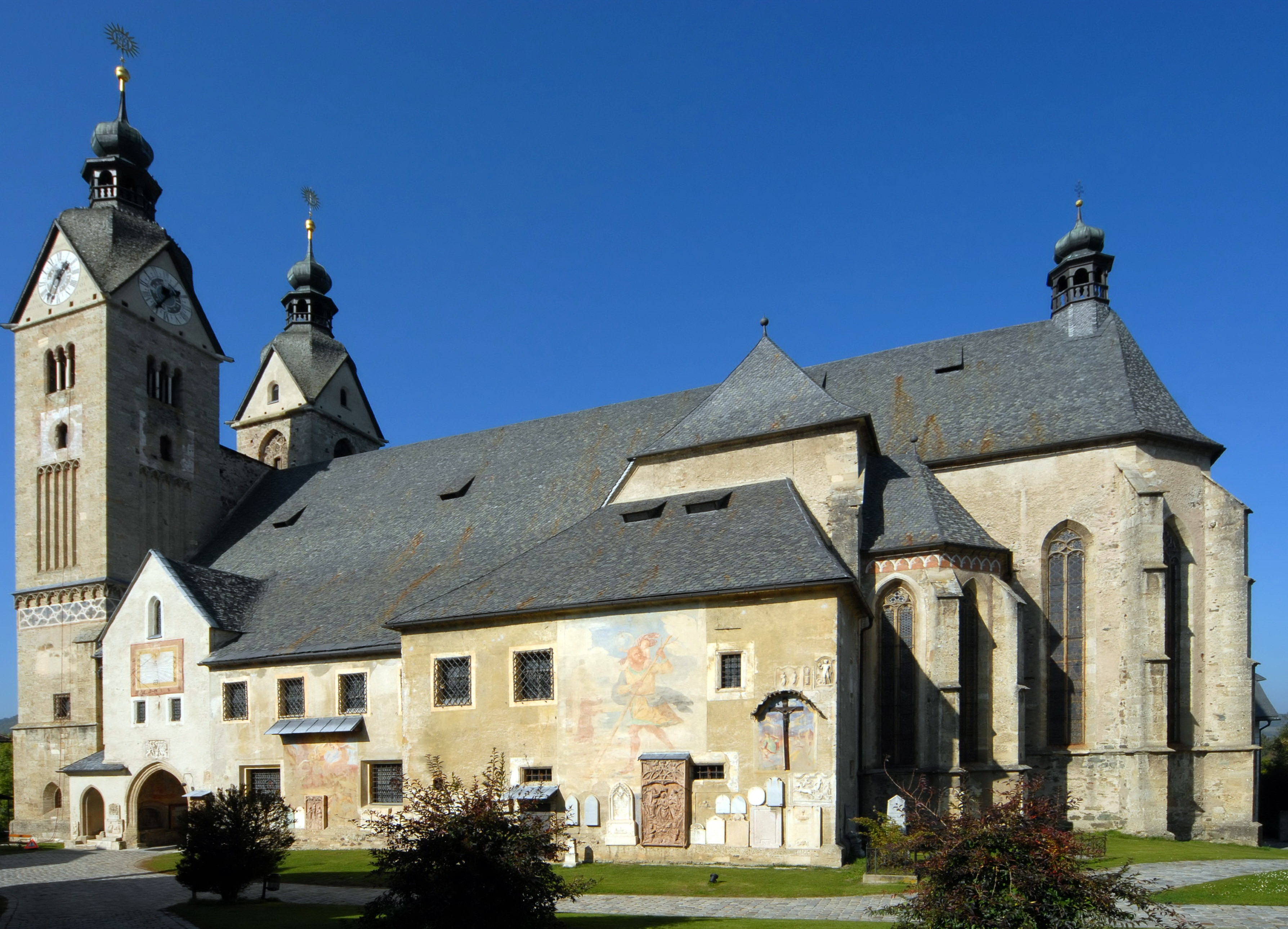
Südansicht der Marienkirche

Innenansicht

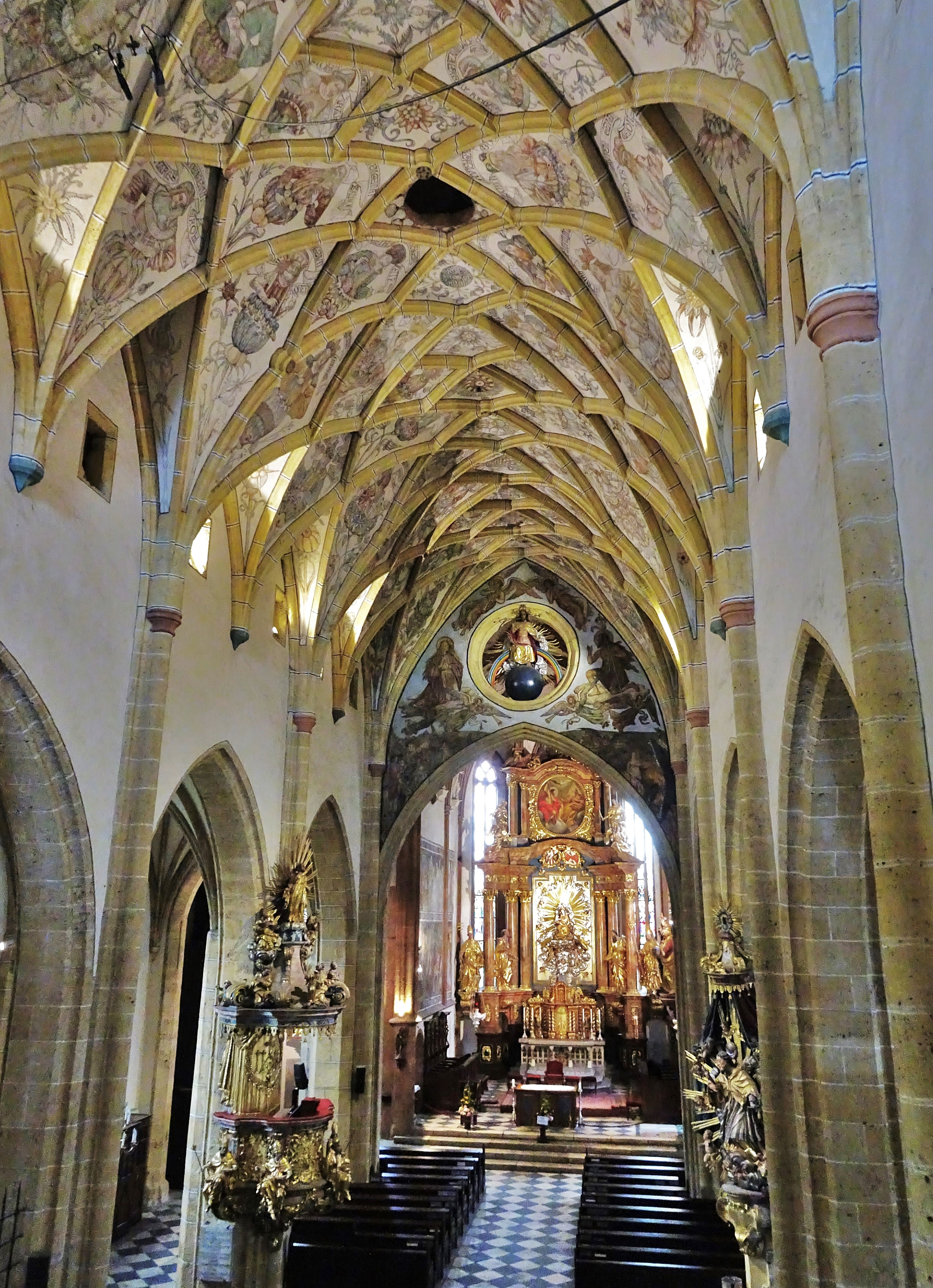
Innenansicht von der Westempore aus

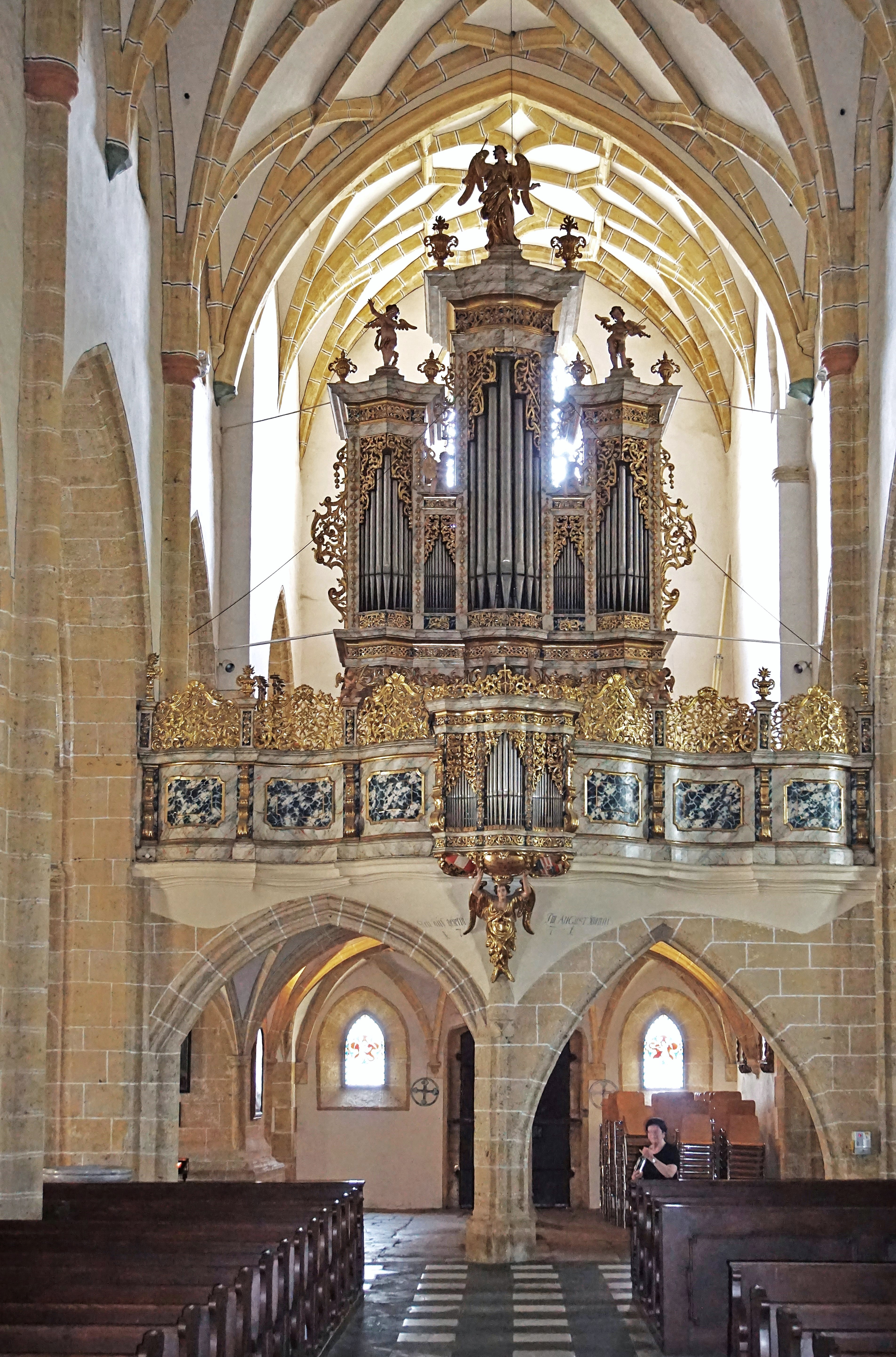
Innenansicht gegen die Westempore mit Orgel

Die Propstei- und Wallfahrtskirche Mariae Himmelfahrt – kurz Marienkirche oder auch Maria Saaler Dom genannt – in Maria Saal ist eine in ihrer heutigen Gestalt im 15. Jahrhundert im spätgotischen Stil errichtete römisch-katholische Kirche im Zentrum Kärntens. Eine früher bezeugte Kirche wurde vermutlich an derselben Stelle im 8. Jahrhundert errichtet, weshalb Maria Saal als einer der ältesten Standorte einer christlichen Kirche und als Ausgangspunkt der Missionierung Kärntens in der Karolingerzeit gilt.

## Geschichte
Ein Vorgängerbau (urkundlich als S. Maria ad Carantanum 860 erstmals erwähnt) wurde vermutlich an gleicher Stelle bereits um 753 durch Chorbischof Modestus errichtet, weshalb die Marienkirche als eine der ältesten Kirchen Kärntens gilt. Bis 945 diente sie, mit weitreichenden Besitzungen ausgestattet, dem Bistum Salzburg als Urpfarre und somit als Zentrum der zweiten Christianisierungswelle für Kärnten, weshalb sie noch heute „Dom“ genannt wird. Die Tradition, dass der Bischof von Gurk zugleich Propst von Maria Saal ist, hat sich bis heute gehalten.
Nach 945 wurde dieses Gebiet der unmittelbaren Verwaltung Salzburgs unterstellt. Maria Saal blieb zunächst religiöses Zentrum des Landes, bis 1072 für Kärnten ein neuer Bischof (Günther von Krappfeld) bestellt, für dessen Bischofssitz allerdings Gurk gewählt wurde. Dem Nachfolger Günthers wurde ein kleines Gebiet als Diözese zugewiesen, der größte Teil der Kärntner Besitzungen unterstand jedoch weiterhin direkt der Salzburger Verwaltung. Maria Saal spielte in der weiteren Entwicklung des Bistums keine zentrale Rolle mehr. Zwischenzeitlich der Diözese Lavant angeschlossen (1365 und 1781–1859), gehörte Maria Saal zum Erzbistum Salzburg, bis dieses 1859 seine Kärntner Besitzungen zugunsten der Diözese Gurk aufgab.
Die Marienkirche von Maria Saal spielte im Hochmittelalter eine wichtige Rolle in den Zeremonien, welche die Kärntner Herzogseinsetzung umgaben. Zwischen der Installation des Herzogs am Fürstenstein und der Huldigung am Herzogstuhl fand hier das kirchliche Hochamt statt.

## Baugeschichte
Von der ursprünglichen karolingischen und romanischen Kirche sind oberirdisch keine Reste erhalten geblieben.
Im Lauf des 15. Jahrhunderts wurde die Kirche von Grund auf im spätgotischen Stil umgebaut und die Kapitelbauten befestigt. 1430 wurden Chor und Querschiff in den Jahren 1450 bis 1459 das Langhaus errichtet. Ab 1463 erhielt Maria Saal einen Burgfried und wurde angesichts der durch die Türken drohenden Gefahren durch umfangreiche Wehranlagen, die heute noch gut erhalten sind, gesichert. Dabei wurde die zweigeschoßige, runde und ursprünglich im romanischen Stil erbaute Taufkapelle mit einbezogen. Aufgrund dieser Befestigung blieb Maria Saal bei den Türkeneinfällen zwischen 1473 und 1482 unbehelligt, wurde aber im Anschluss daran im Zuge der Belagerung durch ungarische Söldner 1482 beinahe erobert.
Nachdem die Inneneinrichtung Mitte des 17. Jahrhunderts im Stil des Barocks teilweise umgestaltet worden war, griff am 4. November 1669 ein Großbrand vom Ort auf das Gotteshaus über und zerstörte dessen Dach, sämtliche Glocken und den Hochaltar. Die Mauern und das Gewölbe des Kirchenschiffs konnten vor dem Einsturz bewahrt werden, so dass die Inneneinrichtung großteils gerettet werden konnte. Bereits fünf Jahre später war der Wiederaufbau großteils vollendet, das mächtige Steinplattldach neu eingedeckt und die neu aufgebauten Türme erhielten anstelle der alten Spitzdächer barocke Zwiebelhauben. Im Inneren war 1714 der neue Hochaltar fertiggestellt, an dem – nach der Abtragung des Gnadenaltars – 1787 die gotische Gnadenstatue ihren Platz fand.

## Baubeschreibung
Der einheitlich spätgotische Kirchenbau ist charakterisiert durch zwei weithin sichtbare, mächtige und durch Zwiebelhelme gekrönte, aber unterschiedlich gestaltete Türme. Die Wetterfahne auf dem Nordturm ist als Jesus-Monogramm, die auf dem Südturm als Marienmonogramm gestaltet. Die Gesamtanlage ist 3-schiffig und 3-chörig. Der Hauptchor ist erhöht und vorspringend, das Querhaus ragt nicht über die Breite der Seitenschiffe hinaus.
Fresken aus dem Jahr 1672 von Mathias Grafenstein an der südlichen Außenwand zeigen eine Ölbergszene und den hl. Christophorus (1994 restauriert). Im Vorraum des Südportals ist eine Sacra Conversazione zu erkennen.

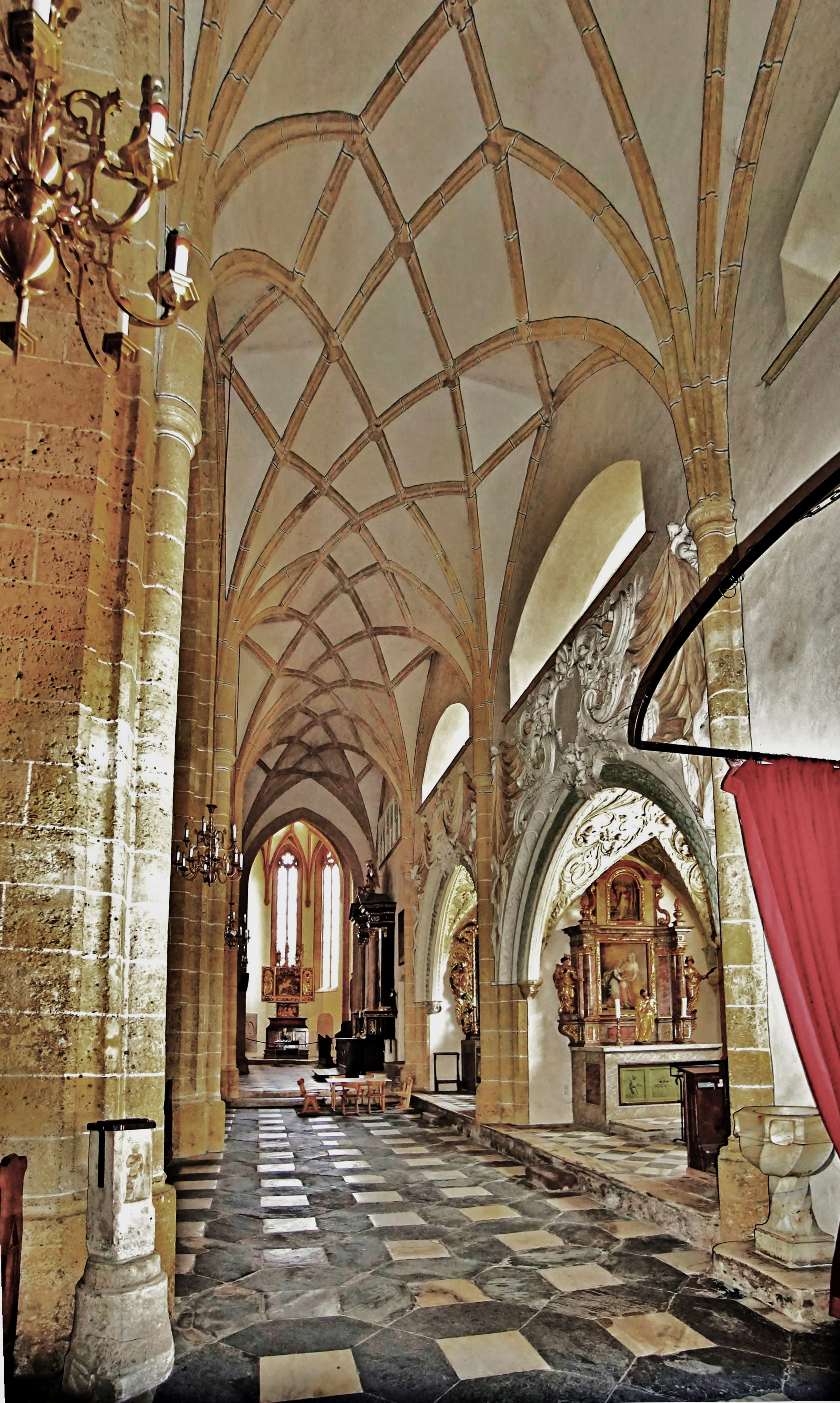
Südliches Seitenschiff

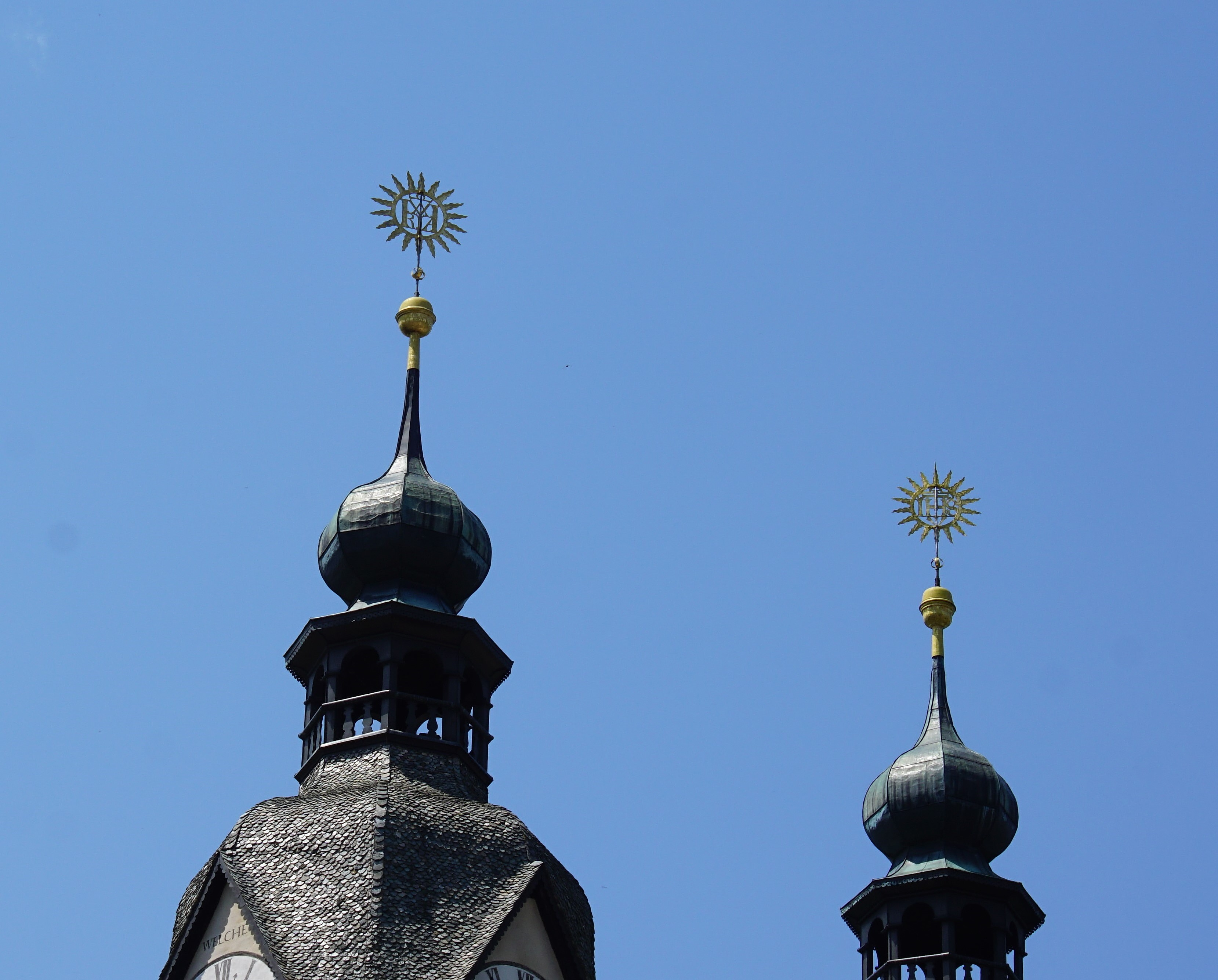
Turmspitzen mit Wetterfahnen
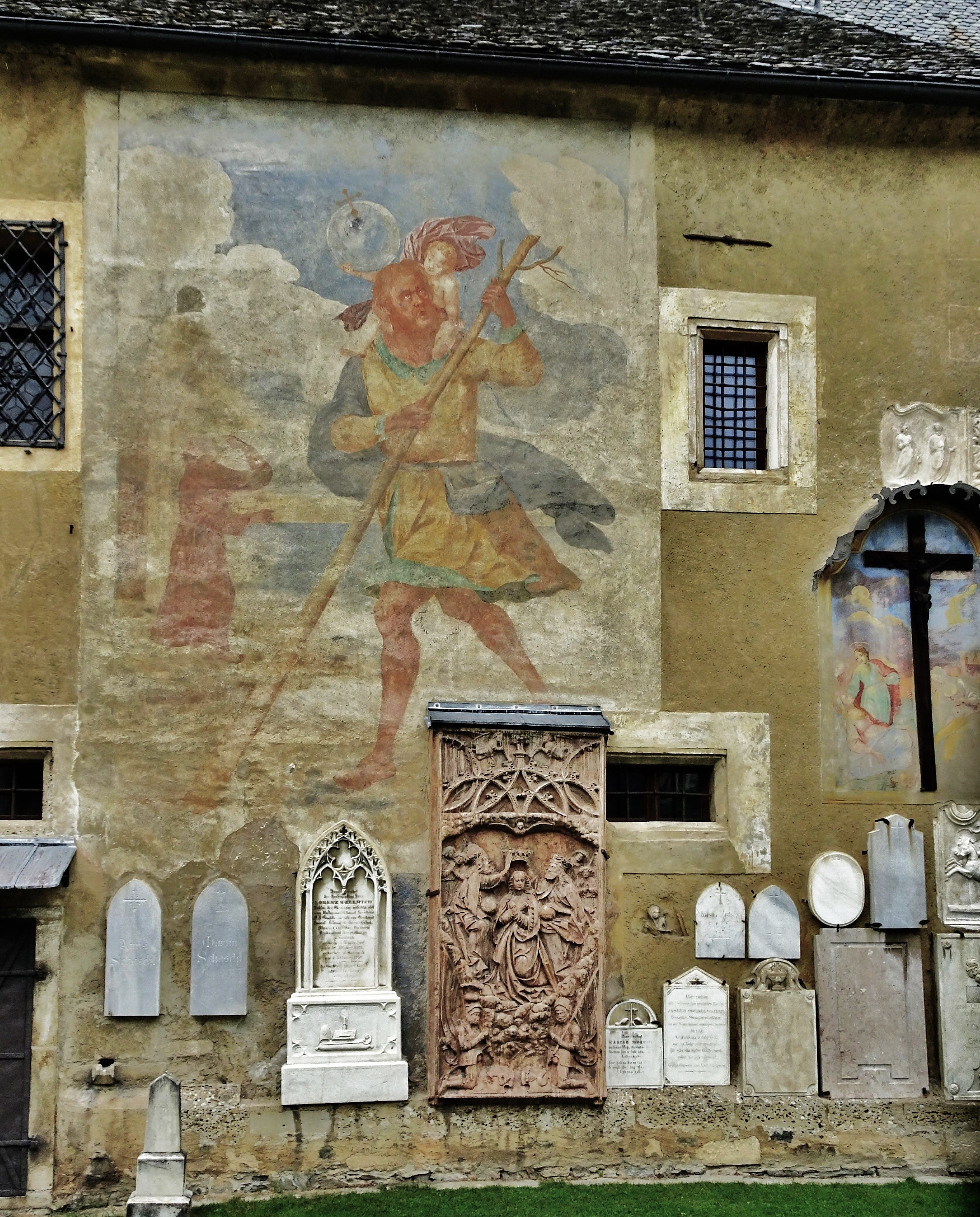
Christophorus-Fresko und Lapidarium
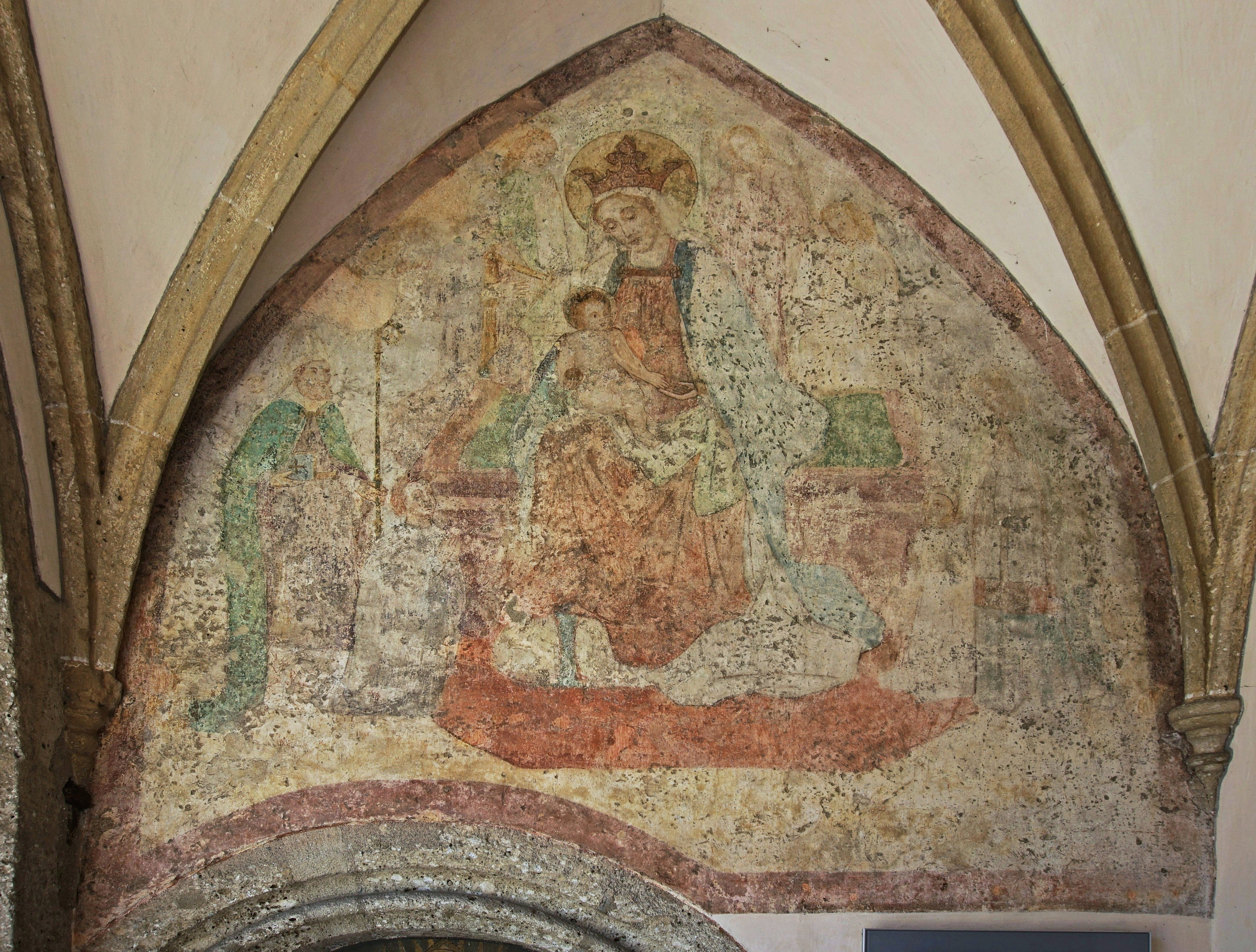
Sacra Conversazione, Fresko

An der südlichen Außenseite und im Vorraum des Südportals ist ein Lapidarium von über 30 Relief- und Grabsteinen eingemauert, die zum Teil aus dem um 400 n. Chr. untergegangenen Virunum, der Hauptstadt der römischen Provinz Noricum, stammen, und im Lauf der Zeit auf dem Zollfeld gefunden worden sind. Weitere Epitaphe stammen aus späterer Zeit, bis ins 19. Jahrhundert. Hervorzuheben sind die Reliefdarstellungen der Wölfin mit den Zwillingen Romulus und Remus, der Fahrt einer Verstorbenen in die Unterwelt (bekannt als Postkutsche) oder die Schleifung des toten Hektors durch Achill. Auf den Keutschacher Epitaphien (um 1510 von den Brüdern Blasius und Leonhard von Keutschach und ihren Eltern gestiftet) sind der Schmerzensmann, die Kreuzigung und die Krönung Marias dargestellt.

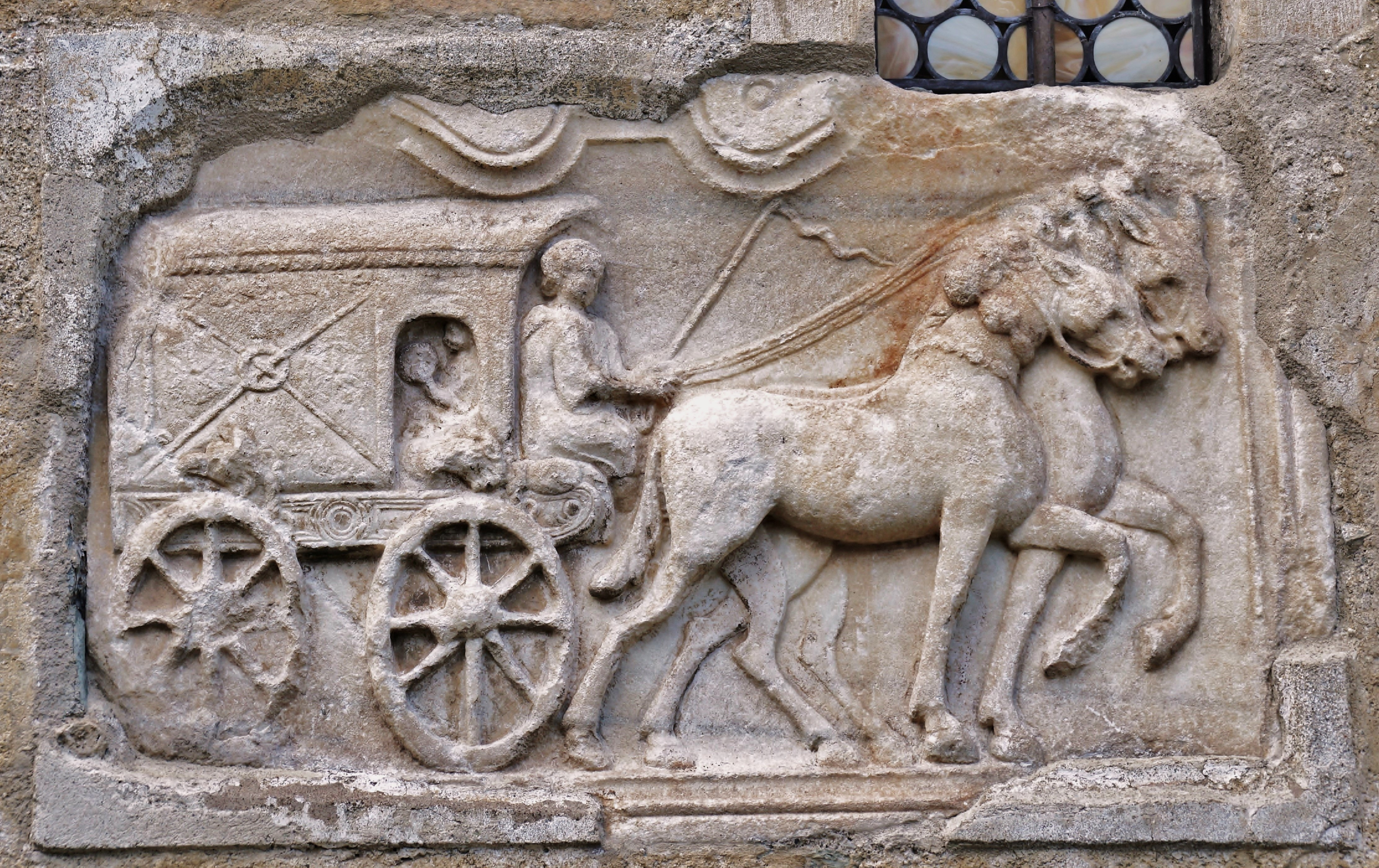
Fahrt in die Unterwelt
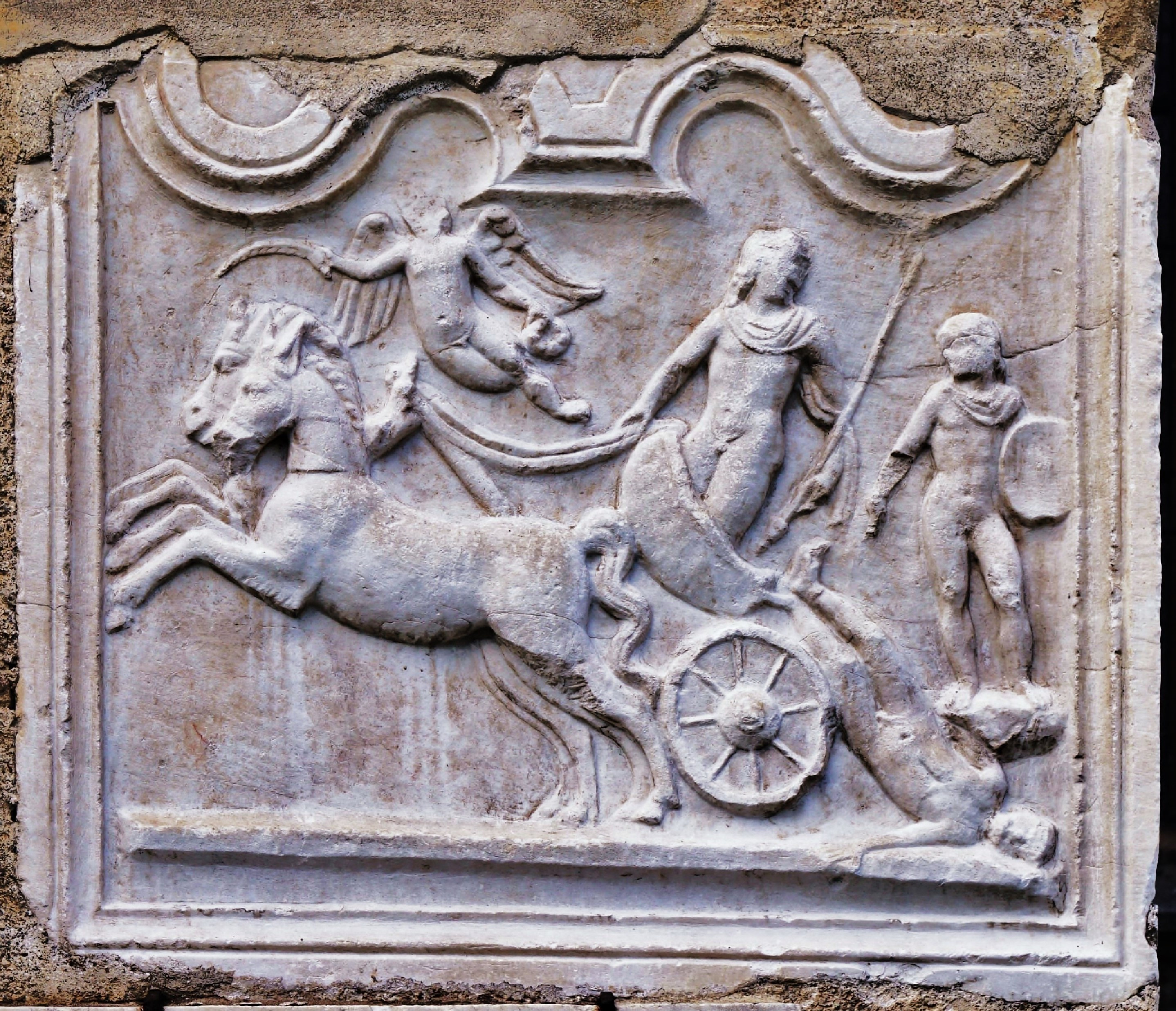
Achill schleift den toten Hektor
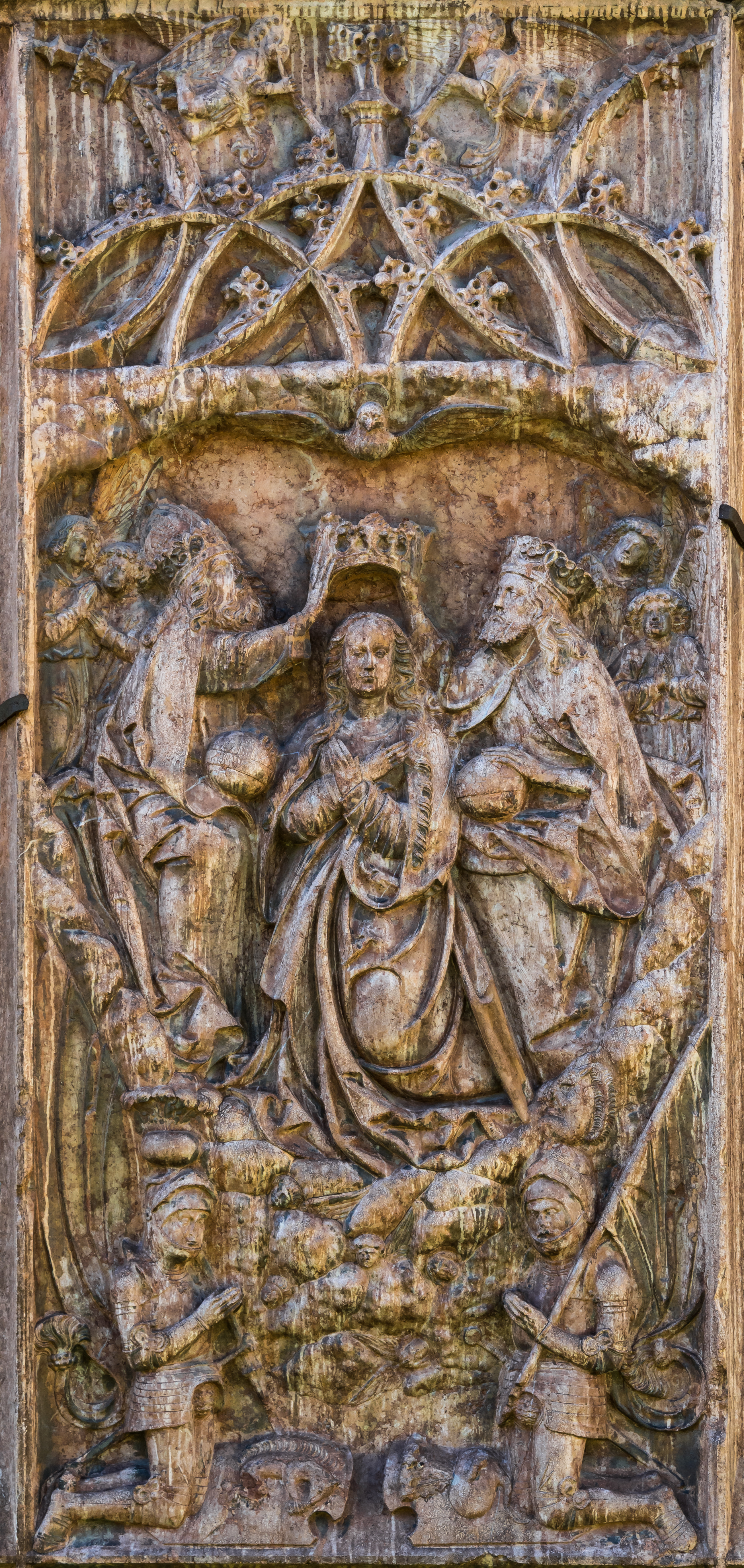
Marienkrönung

Auf der Tür des Südportals befinden sich gotische Eisenbeschläge aus dem 15. Jahrhundert, die Löwen und Adler darstellen; das zugehörige wertvolle gotische Türschloss ist im Landesmuseum in Klagenfurt ausgestellt. Beidseits des Westportals sind Spitzbogenfenster mit gotischer Glasmalerei-Rosette aus der Zeit zwischen 1430 und 1440. Dargestellt sind Posaunenengel.

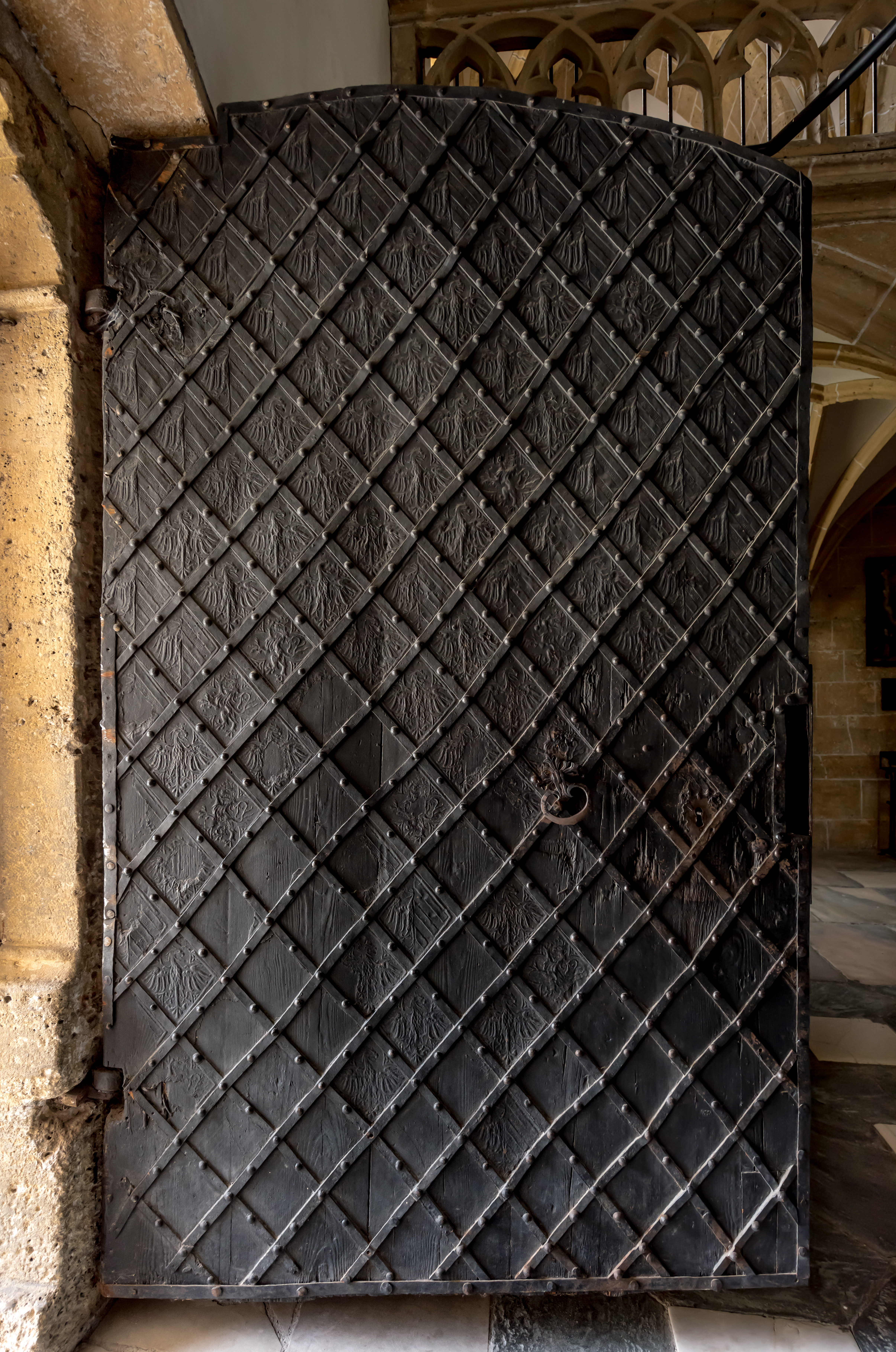
Eisentüre des Südportals
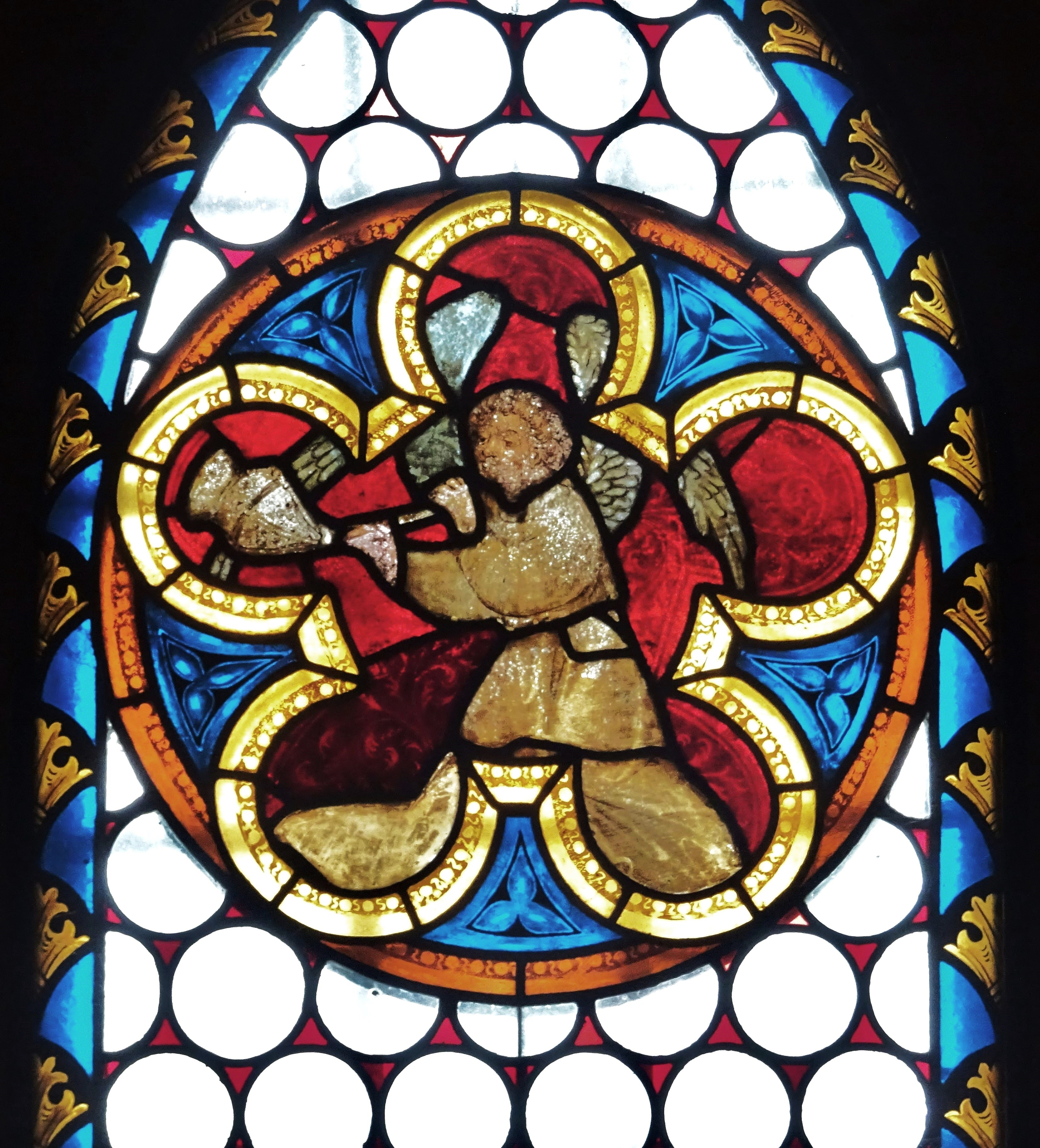
Gotische Glasmalerei

Der Innenraum der Pseudobasilika misst etwa 50 auf 20 Meter bei einer Höhe von circa 27 Metern und ist in seiner Wirkung durch starke Lichtkontraste geprägt: Während das Schiff eher düster wirkt, ist der Hauptchor-/Hauptaltarraum lichterfüllt. Die Schiffe sind viereinhalb-jochig. Das Mittelschiff hat im Westen zwischen den beiden Türmen zwei weitere Joche, die durch einen Spitzbogen von den anderen getrennt sind und ein Gewölbe mit Schlingrippen und Konsolen besitzen. Das Hauptschiff ist durch spitzbogige Scheidbögen von den stern- und netzrippengewölbten Seitenschiffen getrennt. Das Querhaus hat ein Parallelrippengewölbe und ist um zwei Stufen erhöht. Der Hauptchor hat zwei Joche und einen 5/8-Schluss und ist durch ein Netzrippengewölbe bedeckt, die Seitenchöre sind sternrippengewölbt.
Die südlich angebaute Sakristei hat zwei Joche in der Breite des Querhauses. Ihre Einrichtung ist um 1750 in barockem Stil gestaltet worden.

### Deckenfresken

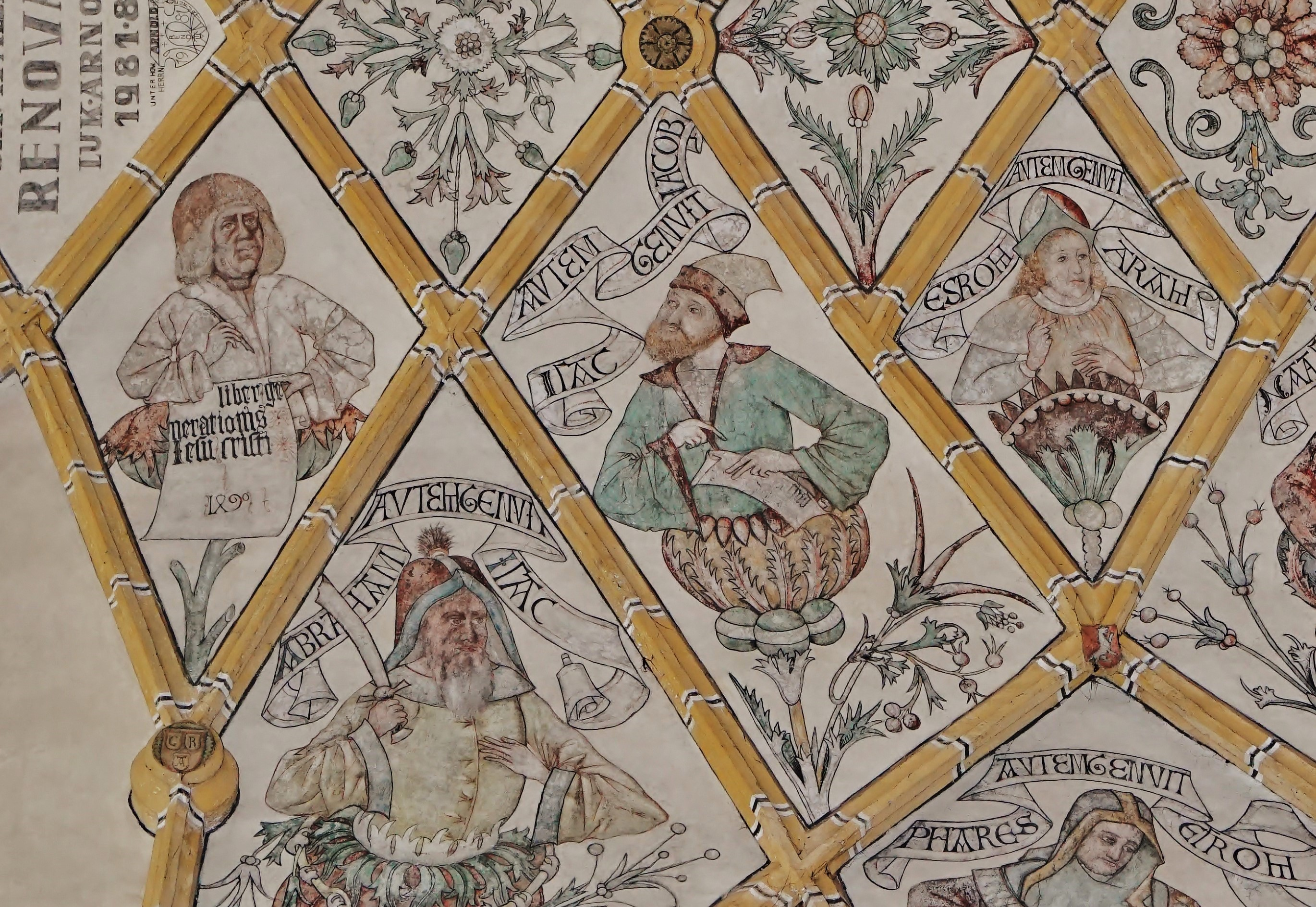
Teilansicht des Deckenfreskos, links der Evangelist Matthäus

In den Feldern des Netzrippengewölbes im Langhaus ist der Stammbaum Jesu in Freskomalerei (1490) dargestellt. Die Stammväter und die vier Stammmütter des Matthäus-Evangeliums wachsen aus Blüten von Alpenblumen. Der Stammbaum beginnt im Westen des Langhausgewölbes mit Adam und dem Evangelisten Matthäus, der als bartloser Mann mit Schriftrolle und Federkiel dargestellt ist. Es wird vermutet, dass sich hier der sonst unbekannte Künstler porträtiert hat. Die Malereien sind 1927 bei Restaurierungsarbeiten entdeckt worden.

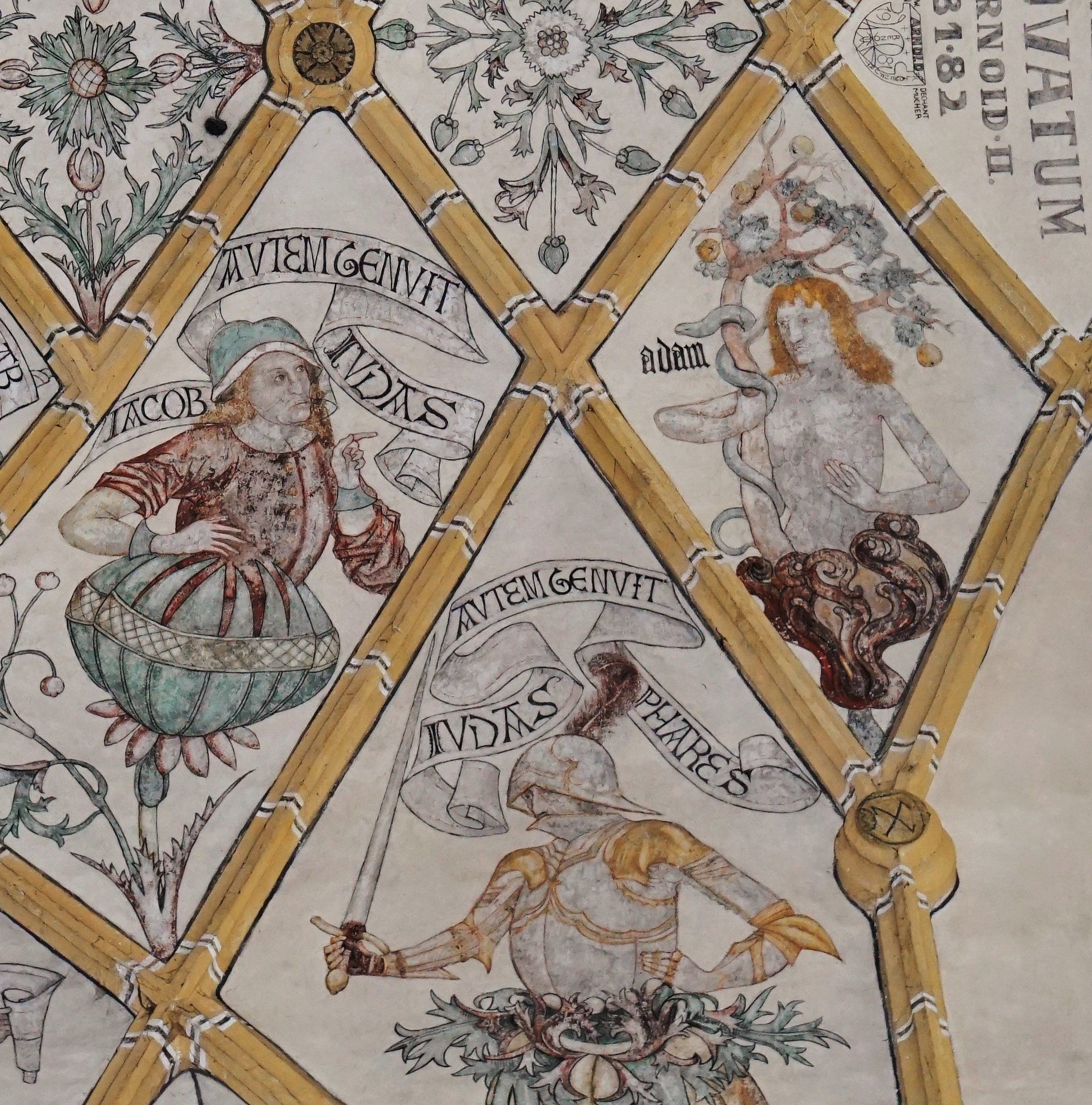
Teilansicht des Deckenfreskos mit Adam (rechts)
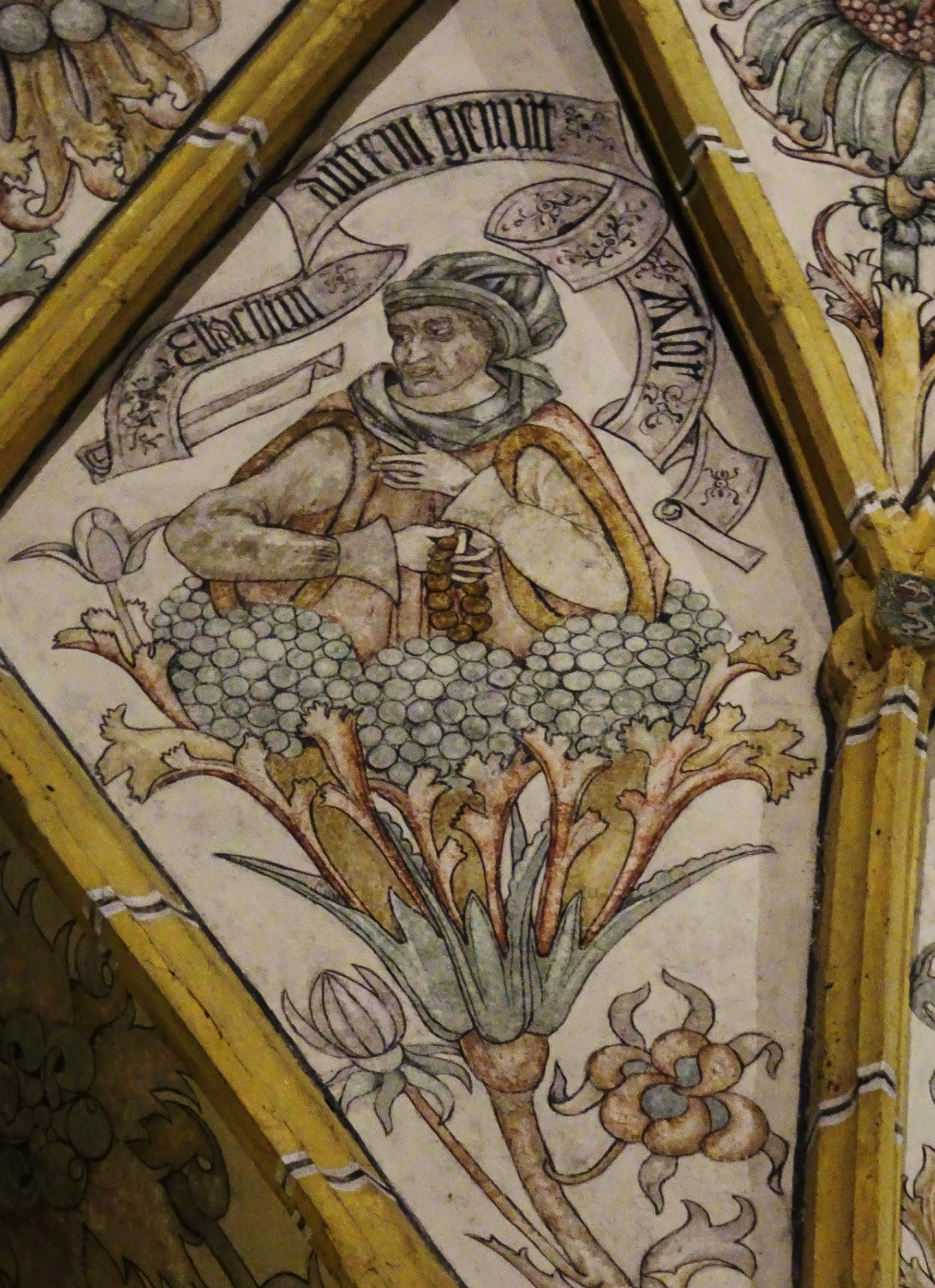
Azor, Teilansicht des Deckenfreskos
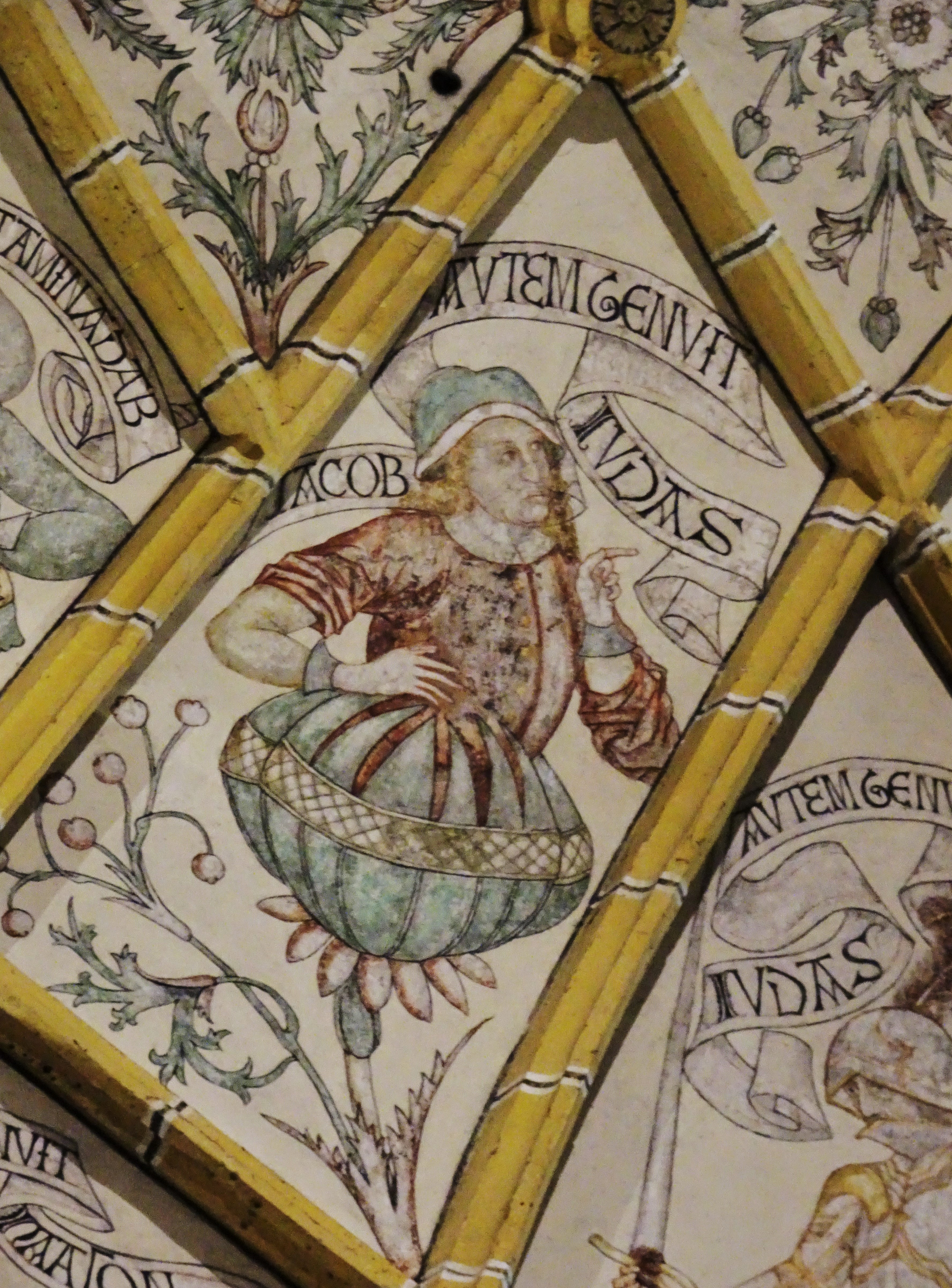
Juda, Teilansicht des Deckenfreskos

## Einrichtung

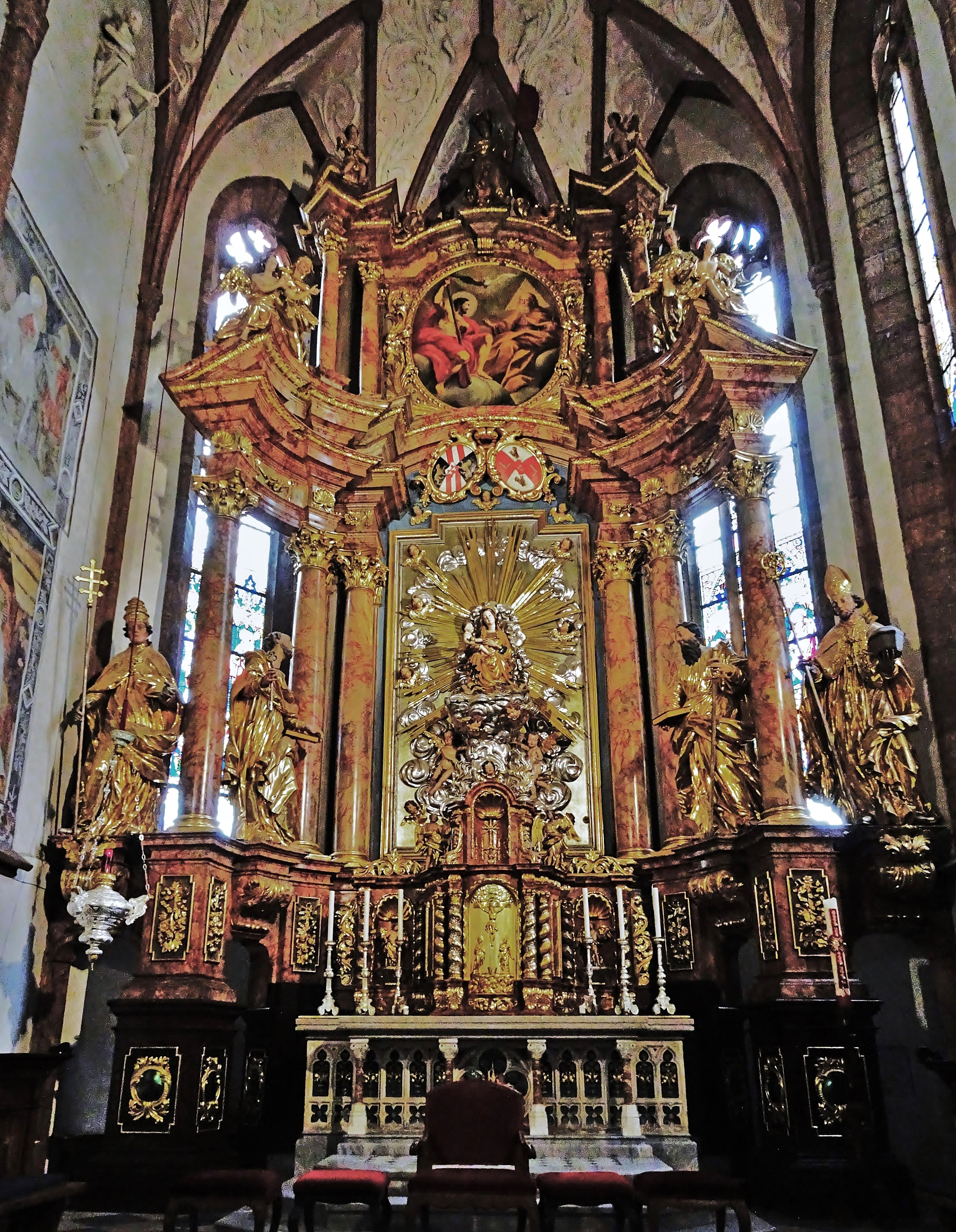
Der Hochaltar

Der Hochaltar ist ein zweigeschoßiger, barocker Ädikula-Altar. Er wurde 1714 von Clemens F. Graf von Kaiserstein und Gemahlin gestiftet. Die Madonna mit Kind von 1425 im Schrein wird als Gnadenstatue verehrt. Die vergoldeten Assistenzfiguren stellen von links nach rechts Papst Gregor den Großen, die Apostel Petrus und Paulus sowie den hl. Rupert dar. Das Aufsatzbild zeigt die Heilige Dreifaltigkeit. Zu beiden Seiten stehen die Heiligen Barbara und Katharina, darüber eine Figur des hl. Florian.
Der Triumphbogen zeigt eine Darstellung des Jüngsten Gerichts. Maria und Johannes der Täufer und Engel sind als Fresken ausgeführt, die vollplastische Figur von Christus als Weltenrichter sitzt in einer kreisförmigen Öffnung.
Im Chor des nördlichen Seitenschiffs steht der spätgotische „Arndorfer Altar“, benannt nach seinem früheren Standort der Filialkirche Arndorf. Er entstand um 1520 und wird den Meistern Lukas oder Heinrich Tausmann zugeschrieben.
Der Altar in der sogenannten Sachskapelle in der Nordwand des linken Seitenschiffs (1451 von Barbara Sachs gestiftet) zeigt eine spätgotische Kreuzigungsgruppe aus der Zeit um 1500. Die Armen Seelen im Fegefeuer darunter sind eine spätere Hinzufügung (19. Jahrhundert). Hinter einem Glasfenster der Predella liegen Schnitzfiguren der unschuldigen Kinder. In der Sachskapelle steht unter einem romanischen Tischaltar der Sarkophag des hl. Modestus.
Im Westen des Nordschiffs steht eine früher als Taufstein verwendete marmorne Brunnenschale aus Virunum. Der Deckel mit kleiner Figur Johannes des Täufers stammt von Anton Klaus (1710).

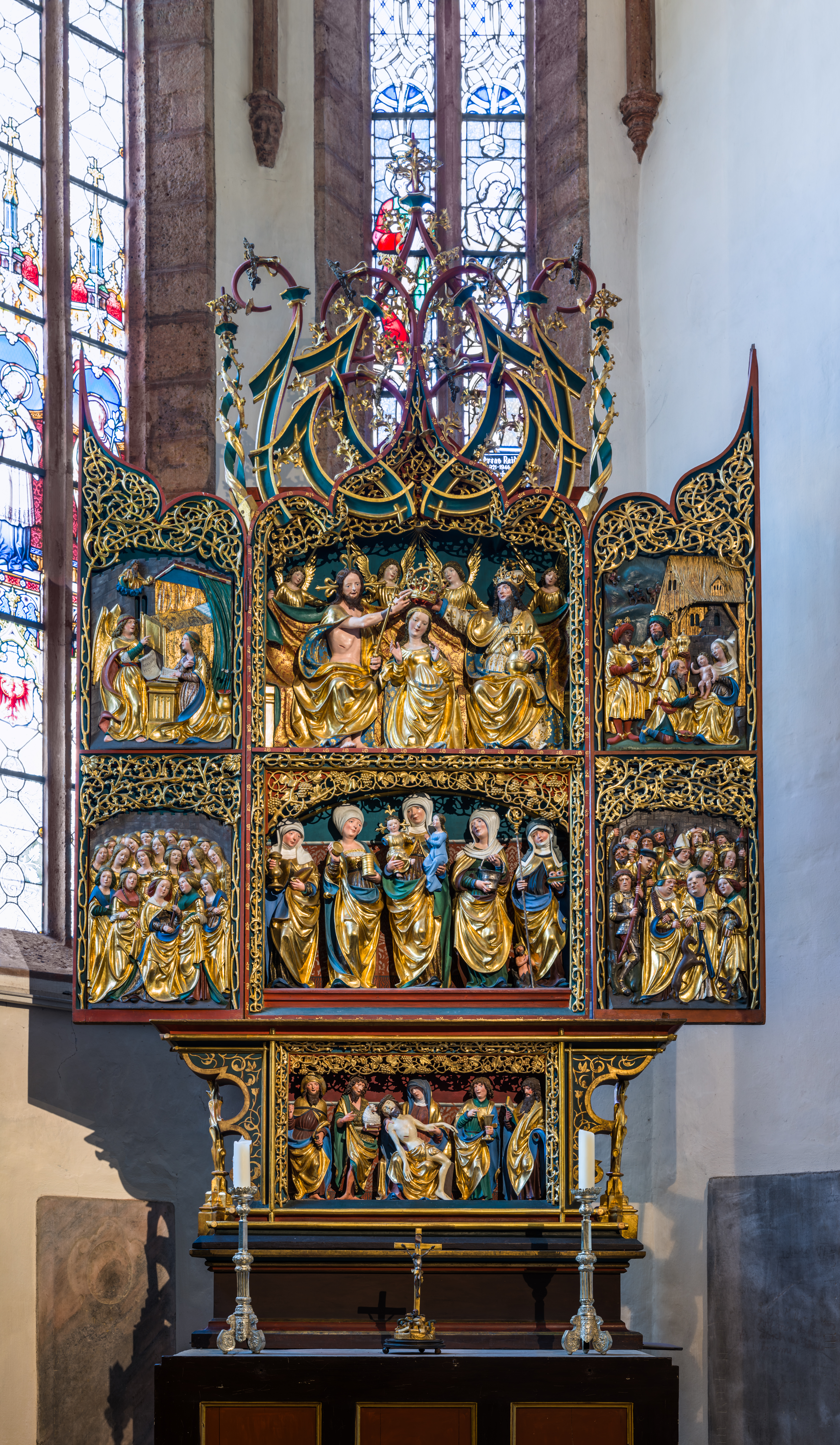
Der Arndorfer Altar
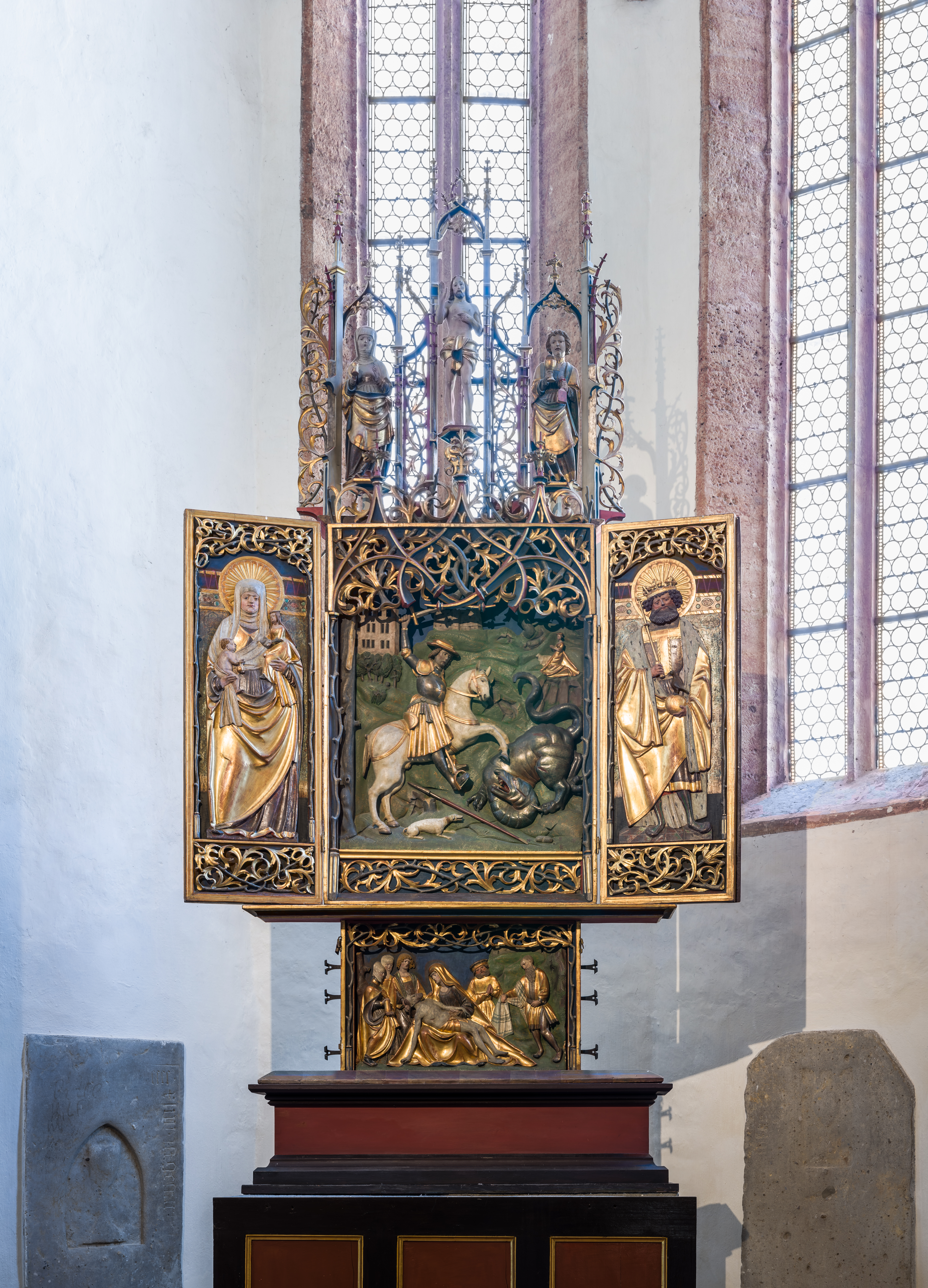
Der Georgsaltar
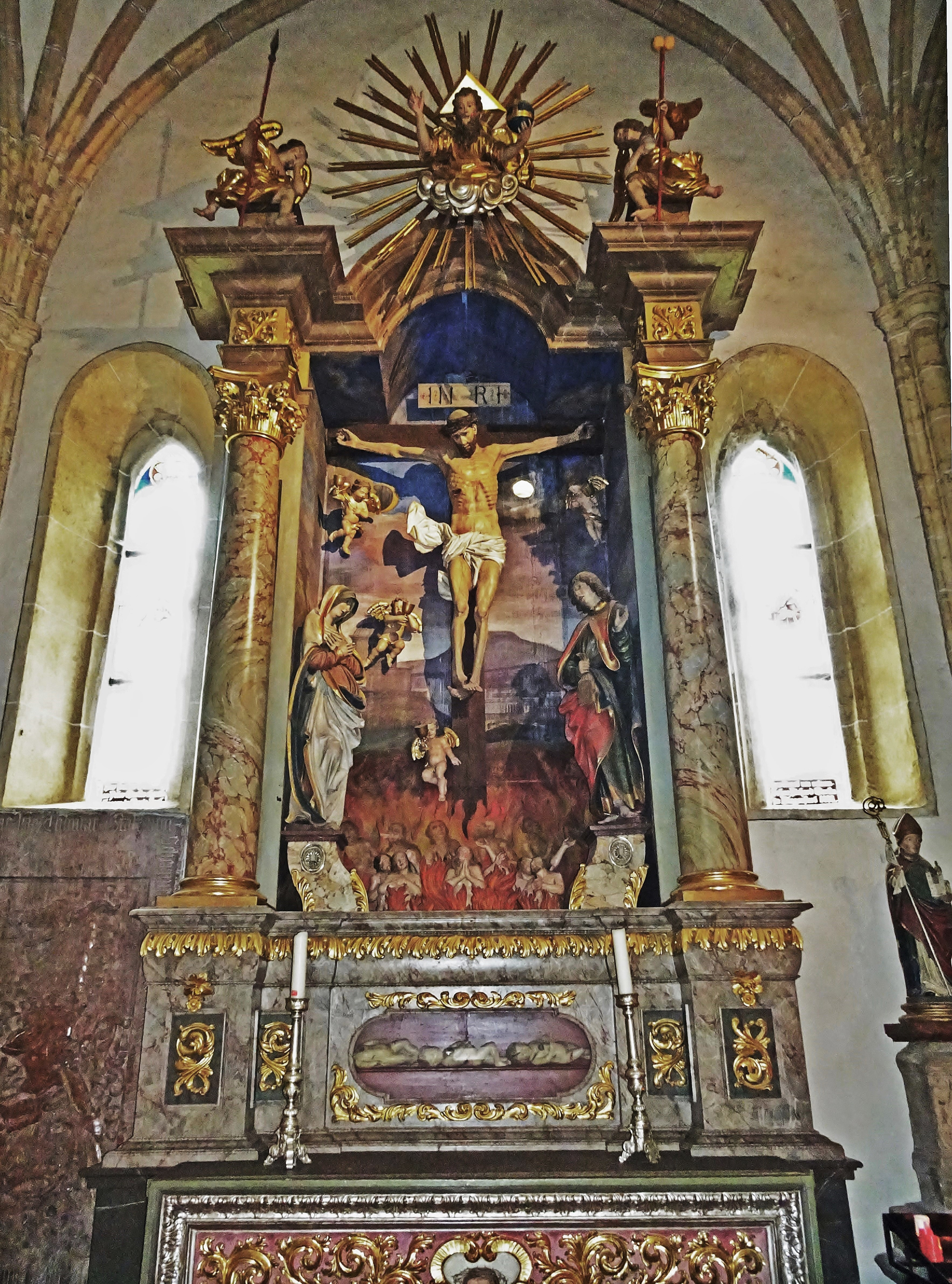
Der Altar der Sachskapelle
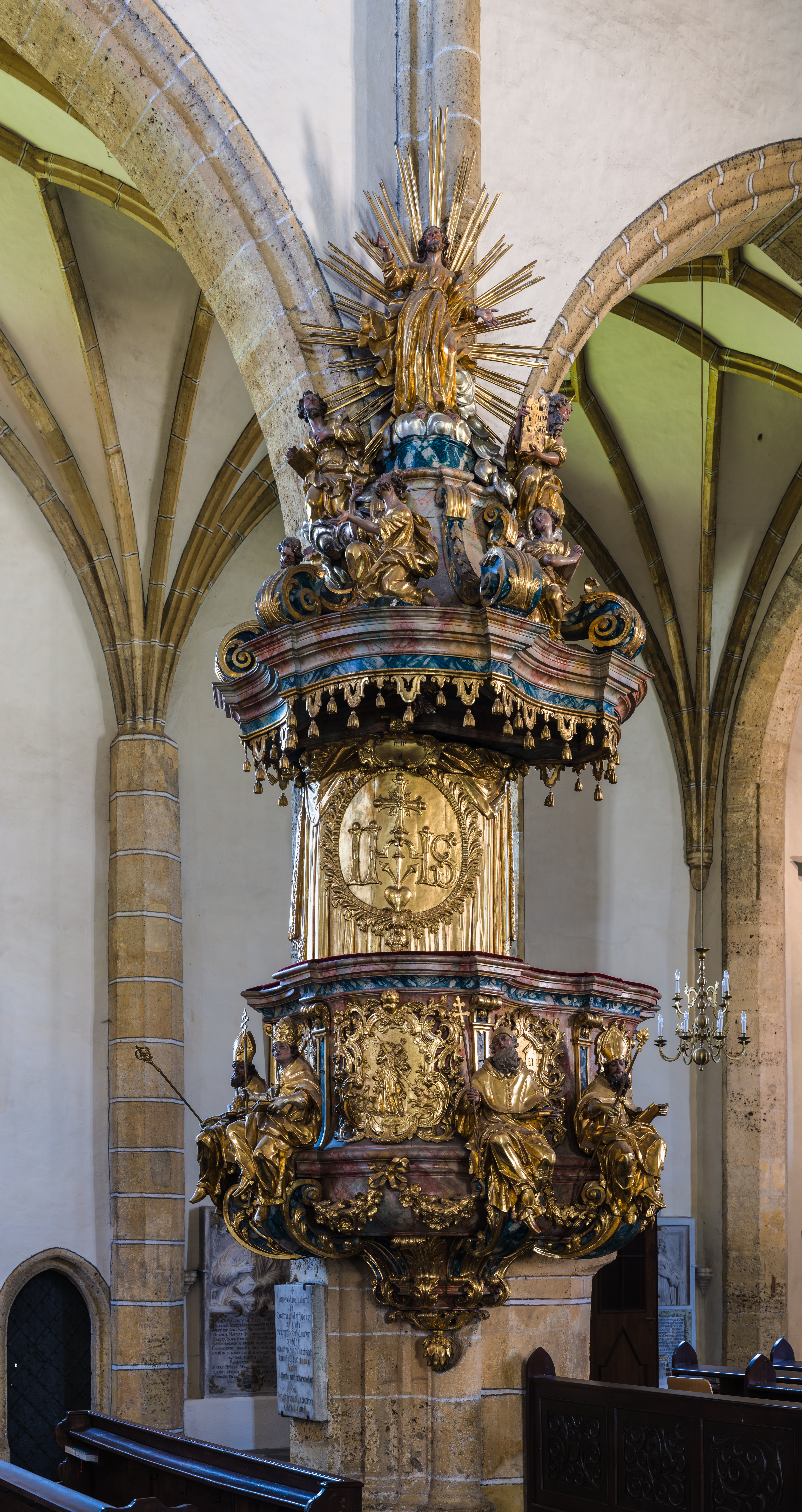
Die Kanzel
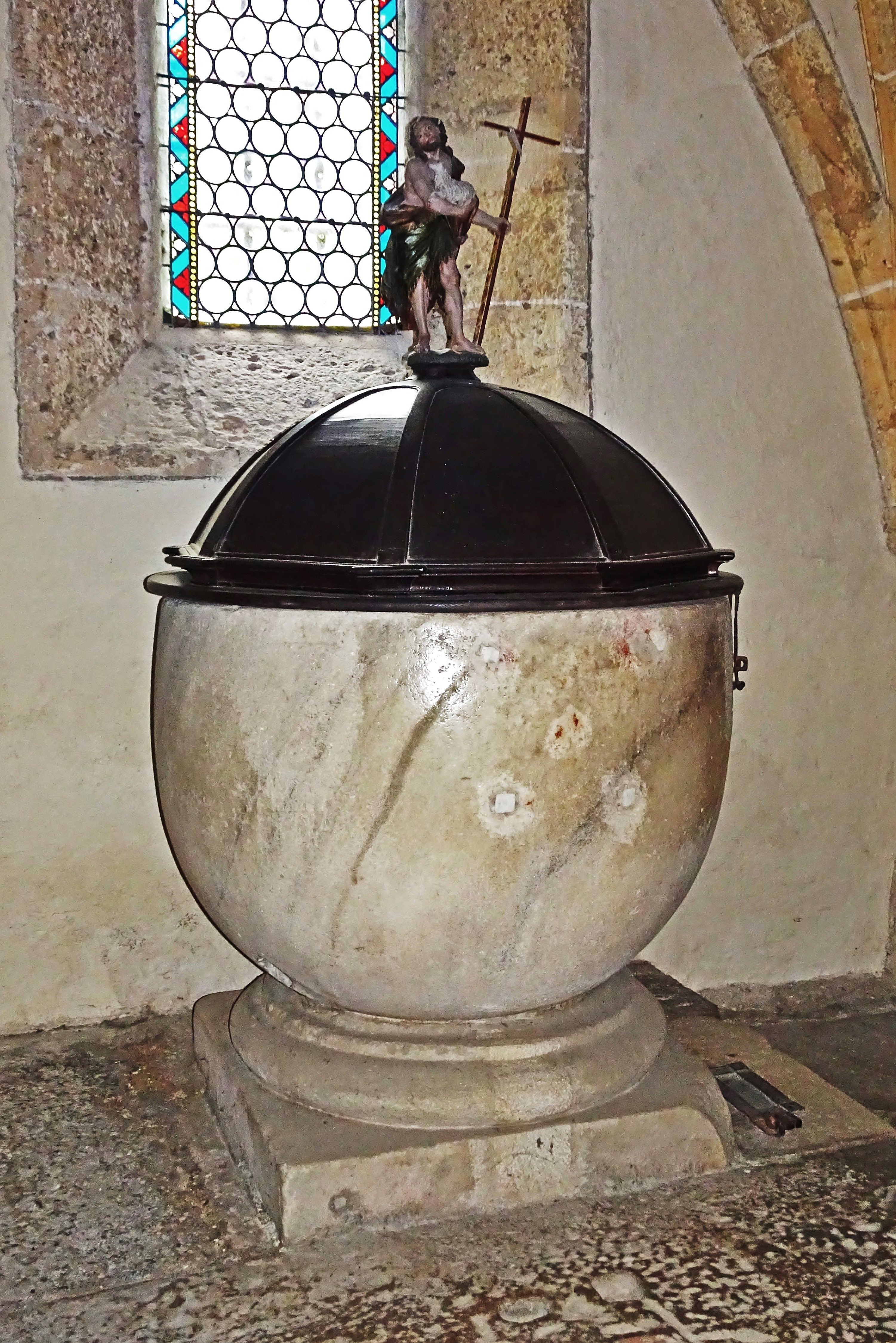
Das Taufbecken im Nordschiff

## Orgel

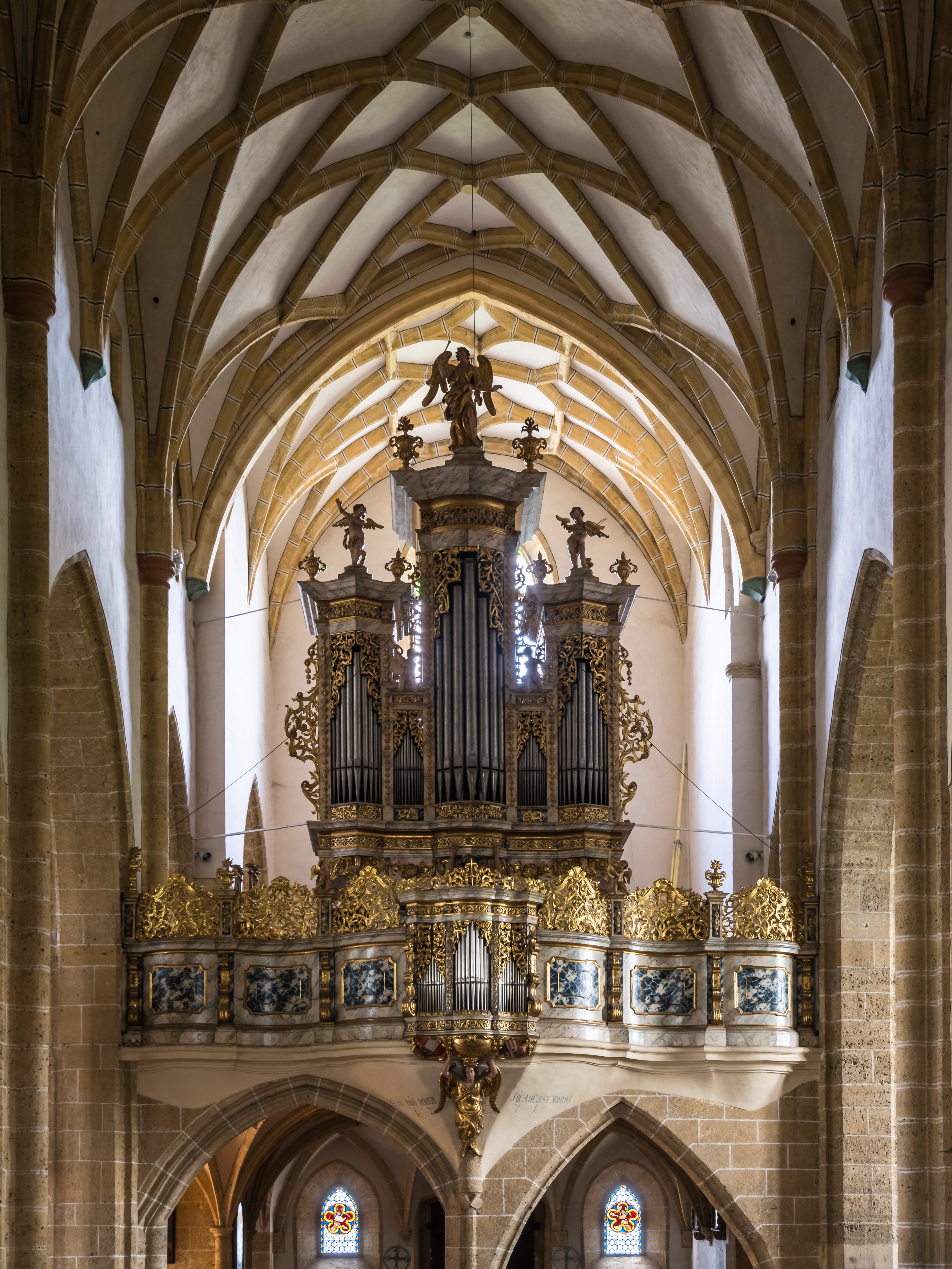
Westempore mit Orgel

Die dreiwerkige (zwei Manuale und Pedal) Barockorgel mit 18 Registern wurde 1737 von dem Orgelbauer Johann Martin Jäger aus Klagenfurt fertiggestellt. Die Kirche war schon vor 1496 mit einer Orgel ausgestattet. Die südseitige Brüstung der Empore ist noch gotisch, während der Mittel- und Nordteil barock umgestaltet sind.
| I Hauptwerk C–c3 |            |       |
| 01.              | Prinzipal  | 8′    |
| 02.              | Flöte      | 8′    |
| 03.              | Gemshorn 0 | 8′    |
| 04.              | Salizional | 8′    |
| 05.              | Oktav      | 4′    |
| 06.              | Rohrflöte  | 4′    |
| 07.              | Dulziana   | 4′    |
| 08.              | Quint      | 2 ⁄3′ |
| 09.              | Oktav      | 2′    |
| 10.              | Mixtur III |       |

| II Positiv C–c3 |          |       |
| 11.             | Koppel 0 | 8′    |
| 12.             | Flöte    | 4′    |
| 13.             | Oktav    | 2′    |
| 14.             | Quint    | 1 ⁄3′ |
| 15.             | Oktav    | 1′    |

| Pedalwerk C–b0 |            |     |
| 16.            | Subbaß     | 16′ |
| 17.            | Oktavbaß 0 | 08′ |
| 18.            | Solobaß    | 08′ |

- Koppeln: II/I, I/P

## Glocken

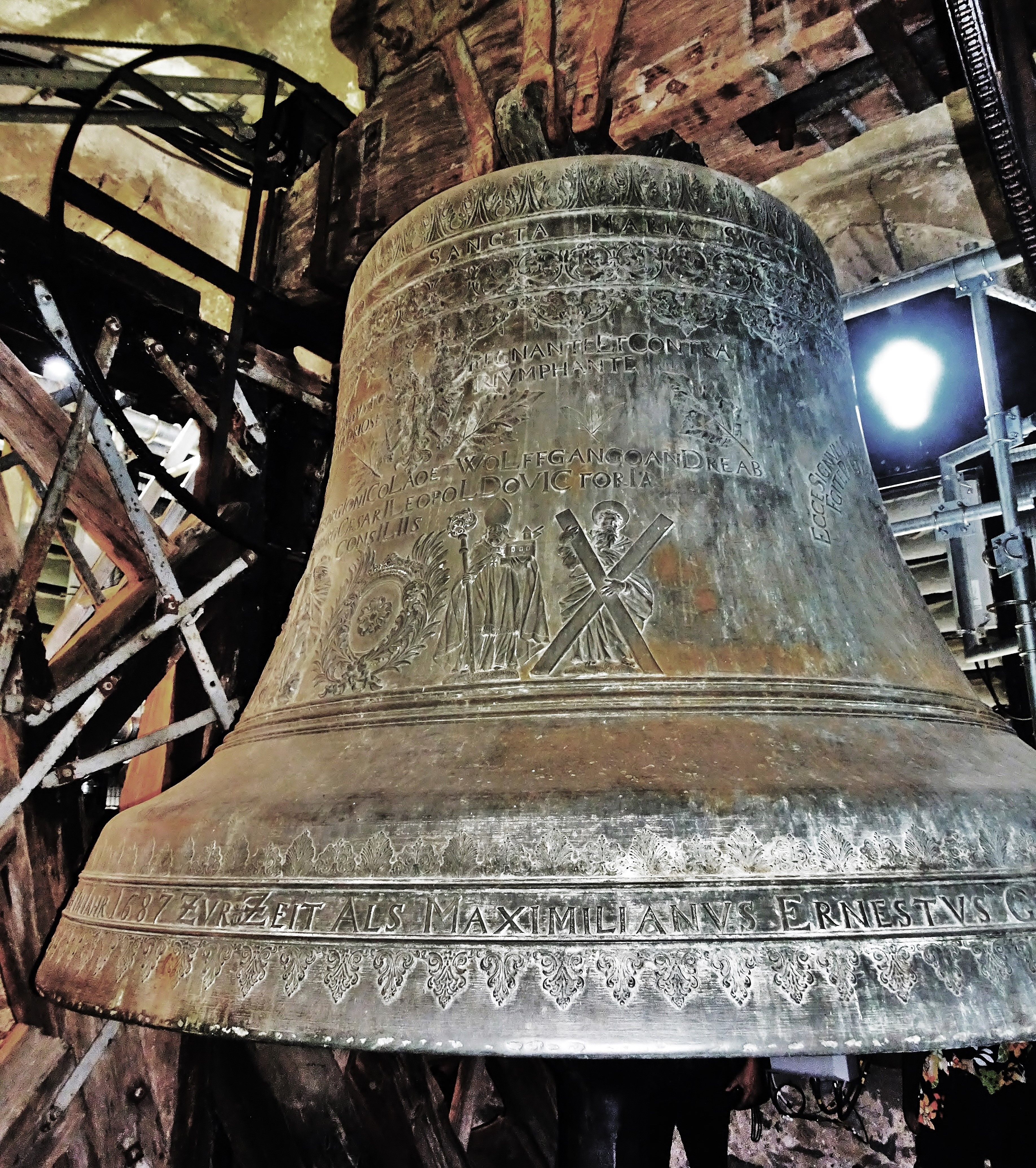
Die Maria Saalerin

Das Hauptgeläut besteht aus sechs Glocken, wobei noch eine separate Sterbeglocke im Dachreiter hängt. Die große Maria Saalerin ist die größte Glocke Kärntens.
| Nr. | Name                   | Gussjahr | Gießer            | Nominal (1/8) | Gewicht (kg) | Durchmesser (mm) | Turm       |
| 1   | Maria Saalerin         | 1687     | Mathias Landsmann | fis0 +2       | 6608         | 2220             | Nord       |
| 2   | Feierabend, Modestus   | 1925     | Grassmayr         | cis1 ±0       | 2098         | 1530             | Süd        |
| 3   | Jubiläum               | 1972     | Grassmayr         | dis1 ±0       | 1310         | 1290             | Süd        |
| 4   | Mittag, Dreifaltigkeit | 1670     | Lorenz Pez        | eis1 +2       | ~1100        | 1195             | Süd        |
| 5   | Hemma                  | 1972     | Grassmayr         | gis1 ±0       | 560          | 970              | Süd        |
| 6   | Stephan, Christoph     | 1972     | Grassmayr         | ais1 ±0       | 390          | 860              | Süd        |
| 7   | Sterbeglocke           | 1925     | Grassmayr         |               | 61           |                  | Dachreiter |

## Trivia
Das Kirchengebäude und die Orgel fanden 2003 als Drehort Verwendung für den Tatort Tod unter der Orgel.